# Cicvare (Skradin)
Cicvare falu Horvátországban Šibenik-Knin megyében. Közigazgatásilag Skradinhoz tartozik.

## Fekvése
Šibenik központjától légvonalban 21, közúton 33 km-re, községközpontjától légvonalban 15, közúton 19 km-re északnyugatra, Dalmácia középső részén, a Ravni kotar keleti szélén, a megyehatár közelében fekszik.

## Története
A török 1523-ban foglalta el a közeli Bribir várát. A török uralom a 17. század végén ért véget, mely után velencei uralom következett. Ezután a Boszniából  1686 és 1689 között betelepülő pravoszláv vlach lakosság települt be. A falu 1797-ben a Velencei Köztársaság megszűnésével a Habsburg Birodalom része lett. 1806-ban Napóleon csapatai foglalták el és 1813-ig francia uralom alatt állt. Napóleon bukása után ismét Habsburg uralom következett, mely az első világháború végéig tartott. A településnek 1857-ben 39, 1910-ben 57 lakosa volt. Az I. világháború után rövid ideig az Olasz Királyság, ezután a Szerb-Horvát-Szlovén Királyság, majd Jugoszlávia része lett. 1991-ben lakosságának 81 százaléka pravoszláv szerb, 12 százaléka katolikus horvát volt. Még ez évben szerb lakói csatlakoztak a Krajinai Szerb Köztársasághoz. 1995 augusztusában a horvát hadsereg foglalta vissza a települést. Szerb lakói elmenekültek. A településnek 2011-ben mindössze 18 lakosa volt.

## Lakosság
| Lakosság változása | Lakosság változása | Lakosság változása | Lakosság változása | Lakosság változása | Lakosság változása | Lakosság változása | Lakosság változása | Lakosság változása | Lakosság változása | Lakosság változása | Lakosság változása | Lakosság változása | Lakosság változása | Lakosság változása | Lakosság változása |
| ------------------ | ------------------ | ------------------ | ------------------ | ------------------ | ------------------ | ------------------ | ------------------ | ------------------ | ------------------ | ------------------ | ------------------ | ------------------ | ------------------ | ------------------ | ------------------ |
| 1857               | 1869               | 1880               | 1890               | 1900               | 1910               | 1921               | 1931               | 1948               | 1953               | 1961               | 1971               | 1981               | 1991               | 2001               | 2011               |
| 39                 | 0                  | 31                 | 26                 | 33                 | 57                 | 0                  | 89                 | 115                | 107                | 106                | 107                | 102                | 91                 | 14                 | 18                 |